# Stylaster infundibuliferus
Stylaster infundibuliferus is een hydroïdpoliep uit de familie Stylasteridae. De poliep komt uit het geslacht Stylaster. Stylaster infundibuliferus werd in 2005 voor het eerst wetenschappelijk beschreven door Cairns. 